# City Tavern

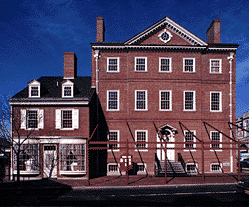
City Tavern

La City Tavern est un bâtiment de la ville de Philadelphie, sur la côte est des États-Unis. Elle se trouve sur 138 South 2d Street, à l'intersection de la 2e Rue et de Walnut Street, dans le Center City et le parc national historique de l'indépendance. Au XVIIIe siècle, elle était l'un des lieux de réunion des Pères fondateurs américains. Elle fut construite en 1773 et partiellement détruite par un incendie en 1834.

### Sources
- (en) Cet article est partiellement ou en totalité issu de l’article de Wikipédia en anglais intitulé « City Tavern » (voir la liste des auteurs).